# رانيا محمود ياسين
رانيا محمود ياسين (10 مارس 1972 -)، ممثلة مصرية.

## عن حياتها
ممثلة مصرية، ولدت في مدينة القاهرة لعائلة فنية فوالدها هو الفنان محمود ياسين ووالدتها شهيرة وشقيقها الممثل عمرو محمود ياسين، وزوجها الممثل محمد رياض.
تخرجت من قسم اللغة الإنجليزية بكلية الآداب في جامعة القاهرة، واتجهت بعدها إلى التمثيل. بدأت حياتها الفنية من خلال فيلم قشر البندقمن إخراج خيري بشارة، وقدمت العديد من الأعمال التلفزيونية والمسرحية.

## أعمالها

### في التلفزيون
- فلانتينو
- مع مرتبة الشرف.
- زواج بدون إزعاج.
- رياح الشرق.
- الأحلام البعيدة.
- العصيان.
- سوق الزلط.
- قمر.
- ويطولوك ياليل.
- النهر والتماسيح.
- حكايات وبنعيشها - فتاة الليل.
- منتهى العشق.
- بيت المغتربات.
- حافة الغضب.
- أم الصابرين.
- اتهام.
- نصيبي وقسمتك الموسم الأول.
- نصيبي وقسمتك الموسم الثاني.
- الهروب.

### من الأفلام
- فوبيا.
- كارت ميموري.
- قشر البندق.
- هي واحدة.

### من المسرحيات
- الناس بتحب كده.

## وصلات خارجية
- رانيا محمود ياسين على موقع IMDb (الإنجليزية)
- رانيا محمود ياسين على موقع الدهليز
- رانيا محمود ياسين على موقع قاعدة بيانات الأفلام العربية
- رانيا محمود ياسين على موقع قاعدة بيانات الفيلم (الإنجليزية)